# Infrarotzielsystem

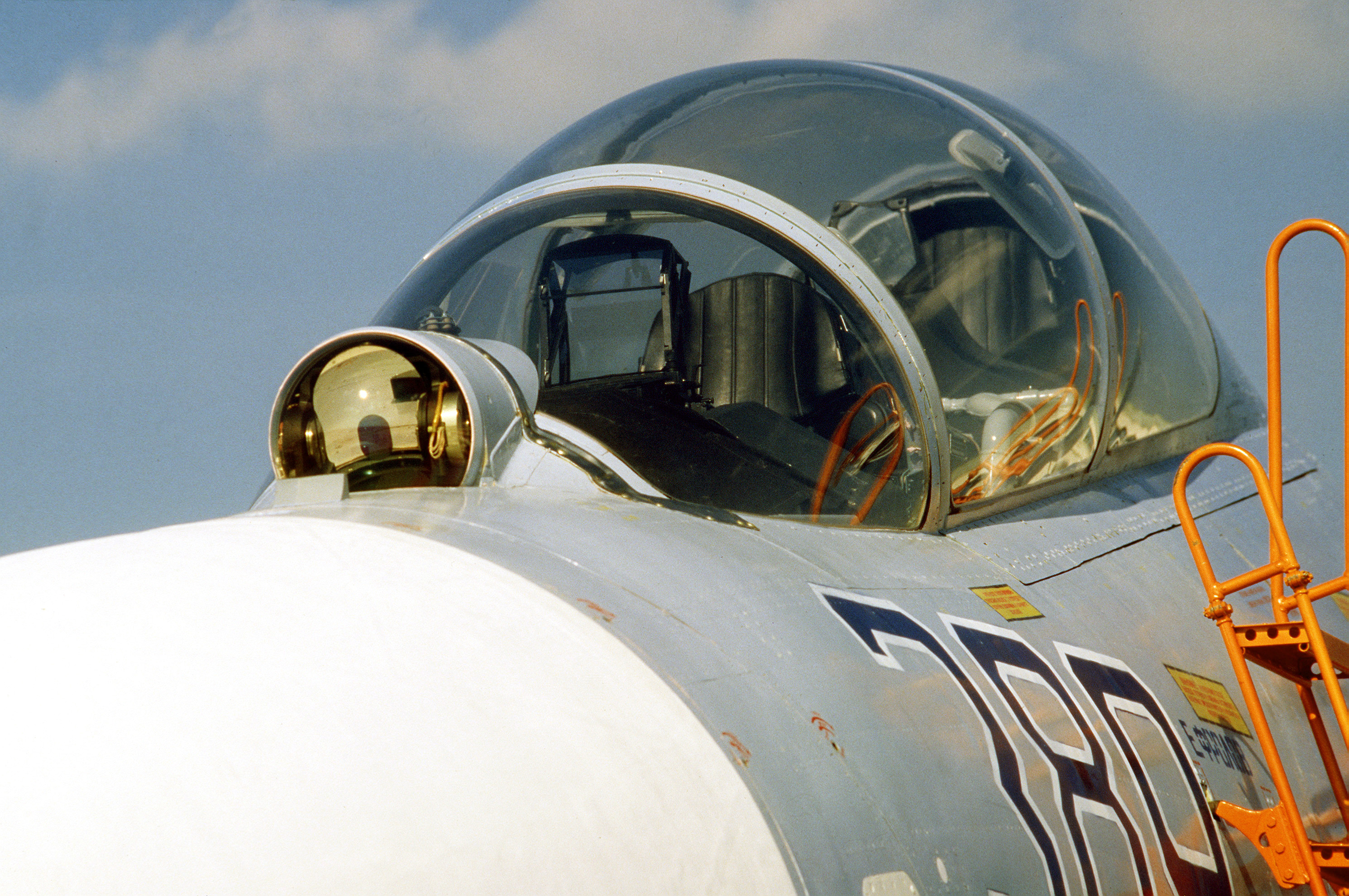
Infrarotzielsystem-Sensor auf einer Suchoi Su-27

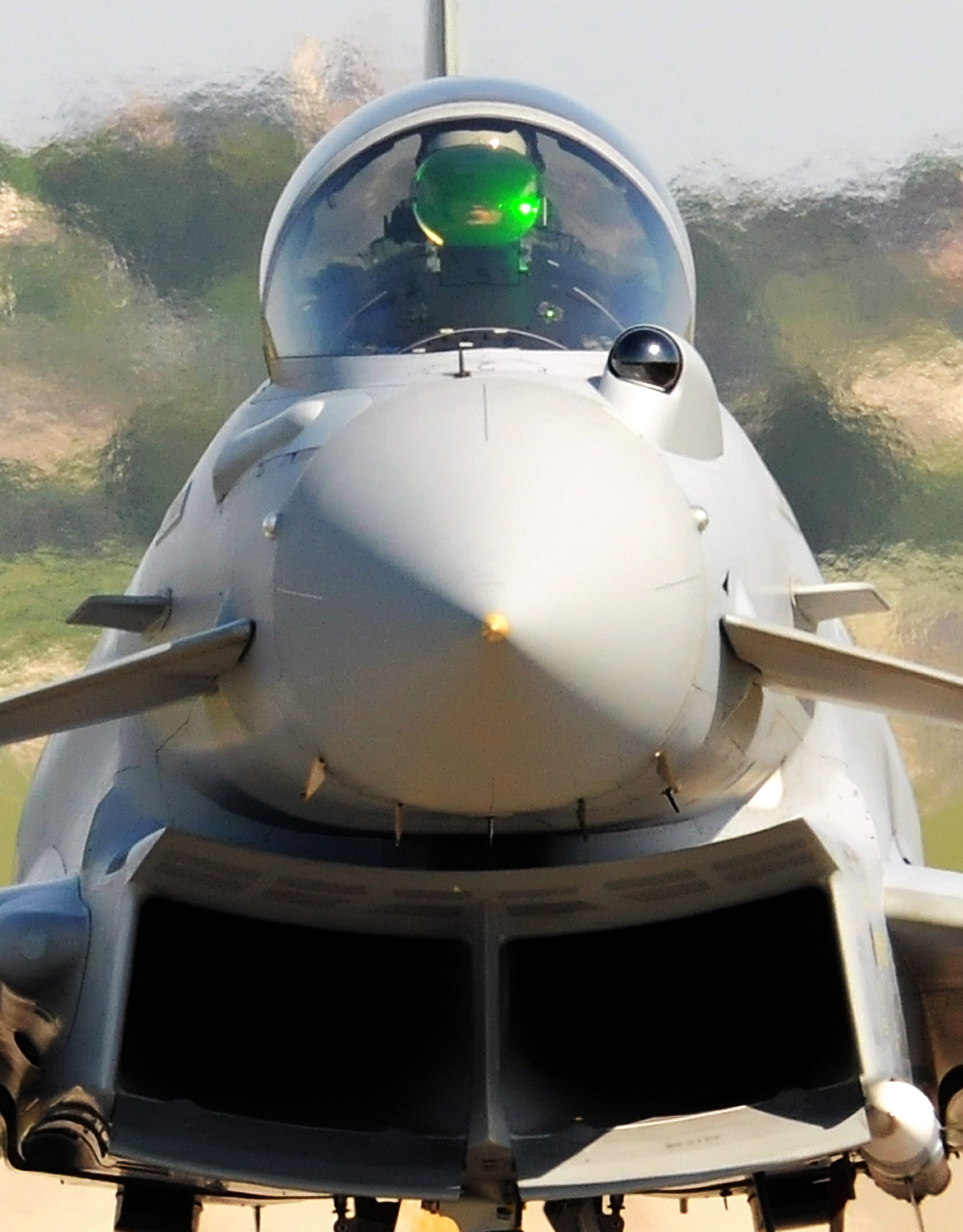
Typhoon mit EuroFIRST PIRATE, auf der Backbordseite vor dem Cockpit. Im Hintergrund Hitzeflimmern durch die Triebwerksabgase.

Ein Infrarotzielsystem (englisch infra-red search and track, IRST) ist ein meist auf Kampfflugzeugen installiertes militärisches Gerät mit der Aufgabe, Infrarotstrahlung emittierende Objekte (z. B. Flugzeuge und Hubschrauber) zu entdecken und zu verfolgen.
Das Infrarotzielsystem arbeitet mit der Forward Looking Infrared (FLIR)-Technik (Wärmebildkamera). Es arbeitet komplett passiv, das heißt, es sendet keine elektromagnetische  Strahlung aus. Dies ermöglicht es dem System, ein Ziel unbemerkt zu erfassen und mit infrarotgelenkten Raketen anzugreifen. Bei der radargestützten Feuerleitung ist dies aufgrund der hohen Verbreitung von Radarwarnanlagen, die die bei dieser Methode zwangsläufig ausgesendete Radarstrahlung detektieren und sogar deren Quelle lokalisieren können, nur noch mit sehr hohem Aufwand möglich (LPI). Darüber hinaus sind FLIR-Systeme aufgrund ihrer passiven Natur gegenüber elektronischen Gegenmaßnahmen komplett immun. Ein weiterer Vorteil gegenüber klassischen Radaren sind ihre verhältnismäßig geringen Abmessungen sowie der geringere Energieverbrauch.
Nachteilig wirkt sich jedoch die erhebliche Wetterabhängigkeit der Infrarotstrahlung aus. Insbesondere Wasserdampf, der in Bodennähe sowie besonders in Wolken aller Art konzentriert vorkommt, kann die Reichweite eines IRST-Systems um ein Vielfaches verringern. Darüber hinaus ist die Reichweite eines Infrarotsystems selbst unter guten Bedingungen (Sensor und Ziel fliegen in großer Höhe mit wenig atmosphärischem Wasserdampf) meist erheblich geringer als bei einem Radarsystem mit ähnlichem technischen Niveau. Darüber hinaus kann ein IRST-System im Vergleich zu einem Radar nicht direkt Entfernung, Geschwindigkeit oder Größe eines erfassten Kontaktes ermitteln, sondern ausschließlich die Richtung relativ zum Sensor bestimmen. Erst durch zeitaufwändige Langzeitbeobachtung, günstige verlaufende Flugrichtungen und Datenlinks mit anderen IRST-Systemen in der Nähe können diese Parameter nach einiger Zeit genau genug bestimmt werden um Lenkwaffen effektiv einsetzen zu können. Der Aufwand für eine solche Bestimmung ist hierbei umso größer, je weiter das Ziel entfernt ist. Da die meisten FLIR-Systeme als externer Behälter oder kurz vor der Cockpitscheibe montiert werden, haben diese gegenüber dem üblicherweise in der Flugzeugspitze montiertem Radar auch einen eingeschränkteren Blickwinkel, da dieser zu erheblichen Teilen vom Flugzeugrumpf verdeckt wird.
Aufgrund dieser Eigenschaften eignen sich luftgestützte IRST-Systeme meist erst auf relativ kurze Distanzen für den zuverlässigen Waffeneinsatz und agieren auf mittleren bis langen Distanzen eher als Frühwarnsensor. Darüber hinaus stellt es insbesondere gegenüber Zielen mit weit fortgeschrittener Radar-Tarnkappentechnik und bei starken Elektronischen Gegenmaßnahmen eine sinnvolle Ergänzung zu typischen Radarsystemen dar, da sich deren Effektivität unter solchen Bedingungen stark reduziert. Neuere Rundum-IRST-Systeme (z. B. AAQ-37 DAS) können neben der traditionellen Erfassung von anderen Flugzeugen auch eine Vielzahl anderer Wärmeereignisse wie das Abfeuern von (Flak-)Kanonen oder (SAM-)Raketen sowie anfliegende Lenkwaffen entdecken. Darüber hinaus können sie als Ersatz für Nachtsichtgeräte dienen.
Bodengestützte IRST-Systeme sind relativ selten, da die verhältnismäßig hohe Luftfeuchtigkeit und häufige Wolkendecken die Reichweite massiv reduziert. In diesem Kontext werden sie wenn überhaupt nur auf kurze bis sehr kurze Distanzen als sekundäres Hilfsmittel für das Radar verwendet.